# ميركو لانغ
ميركو لانغ (بالألمانية: Mirko Lang)‏ هو ممثل ألماني، ولد في 5 أكتوبر 1978 في ألمانيا.

## أعمال

### أفلام
- (2005) إيون فلوكس[6]

## وصلات خارجية
- ميركو لانغ على موقع IMDb (الإنجليزية)
- ميركو لانغ على موقع ألو سيني (الفرنسية)
- ميركو لانغ على موقع أول موفي (الإنجليزية)
- ميركو لانغ على موقع قاعدة بيانات الأفلام السويدية (السويدية)
- ميركو لانغ على موقع قاعدة بيانات الفيلم (الإنجليزية)
- ميركو لانغ على موقع كينوبويسك (الروسية)